# Myrmecodesmus modestus
Myrmecodesmus modestus är en mångfotingart som beskrevs av Filippo Silvestri 1910. Myrmecodesmus modestus ingår i släktet Myrmecodesmus och familjen fingerdubbelfotingar. Inga underarter finns listade i Catalogue of Life.